# プログレスM-12
プログレスM-12はロシア連邦が1992年にミール宇宙ステーションの補給のために打ち上げた無人宇宙補給機プログレス補給船。ミールを訪れた64機のプログレスのうち30機目であり、プログレス-M (11F615A55)型で、シリアル番号は213番であった。

## 搭載貨物
ミールEO-11クルーのための食料、水、酸素や、科学研究用の物品、軌道補正とマニューバ用の燃料などが搭載されていた。

## 運用
プログレスM-12は1992年4月19日21時29分25秒(GMT)にバイコヌール宇宙基地1/5発射台からソユーズ-U2で打ち上げられた。2日間の飛行の後、4月21日23時21分59秒(GMT)にミールのコアモジュール前方ポートにドッキングした。
67日間のドッキング中、ミールは高度371kmから415km、傾斜角51.6°の軌道を飛行した。プログレスM-12は6月27日21時34分44秒(GMT)にドッキングを解除し、数時間後の翌日0時2分51秒ごろ太平洋上の大気圏で再突入して破壊された。

## 註
1. 1 2 3 4  McDowell, Jonathan. “Satellite Catalog”.   Jonathan's Space Page. 2009年8月31日閲覧。
2. ↑  “Progress M-12”. NSSDC Master Catalog.   US National Space Science Data Center. 2009年8月31日閲覧。
3. ↑  Krebs, Gunter. “Progress-M 1 - 13, 15 - 37, 39 - 67 (11F615A55, 7KTGM)”.   Gunter's Space Page. 2009年8月31日閲覧。
4. 1 2  McDowell, Jonathan. “Launch Log”.   Jonathan's Space Page. 2009年8月31日閲覧。
5. 1 2  Anikeev, Alexander. “Cargo spacecraft "Progress M-12"”.   Manned Astronautics - Figures & Facts. 2007年10月9日時点のオリジナルよりアーカイブ。2009年8月31日閲覧。
6. ↑  Wade, Mark. “Progress M”.   Encyclopedia Astronautica. 2016年7月11日閲覧。